# Frans Peeraer
Frans Peeraer (15 de febrer de 1913 - 28 de març de 1988) fou un futbolista belga.

## Selecció de Bèlgica
Va formar part de l'equip belga a la Copa del Món de 1934.